# Мария-Елизабет Австрийска (1743 – 1808)
Мария Елизабет Йозефа Австрийска (на немски: Maria Elisabeth Josepha, Erzherzogin von Österreich; 13 август 1743, Виена; † 22 септември 1808, Линц) от династията Хабсбург-Лотаринги, е ерцхерцогиня на Австрия, дъщеря на Мария Терезия (1717 – 1780) и Франц I (1708 – 1765). Сестра е на императорите Йозеф II и Леополд II и на френската кралица Мария-Антоанета, съпруга на крал Луи XVI.

## Живот
Тя е шестото дете и петата дъщеря и много красива. Плануват да я омъжат за френския крал Луи XV. Този план се разваля, понеже Мария Елизабет през 1767 г. се заразява от едра шарка, което съсипва красотата ѝ и всякакви планове за женитба. Тя става и много пълна с двойна гуша.
Когато Мария Терезия умира през 1780 г. неомъжената Мария Елизабет и нейните сестри Мария-Анна и Мария-Кристина по желание на нейния брат Йозеф II, трябва да напусне Виена. Тя отива в благородническия женски манастир в Инсбрук, основан от Мария Терезия през 1765 г. след смъртта на Франц I, за да се молят за него. Мария Елизабет е там абатеса от 1781 до 1806 г.
През 1805 г. Мария Елизабет бяга от войската на Наполеон I във Виена и след това в Линц, където остава до смъртта си през 1808 г. Нейният гроб се намира в гробницата на йезуитската църква „Алтер Дом“ в Линц.
- Мария Елизабет на младини
- Абатеса Мария Елизабет Австрийска